# Chambon (Indre i Loira)
Chambon és un municipi francès, situat al departament de l'Indre i Loira i a la regió de Centre – Vall del Loira. L'any 2007 tenia 297 habitants.

## Demografia

### Població
El 2007 la població de fet de Chambon era de 297 persones. Hi havia 132 famílies, de les quals 40 eren unipersonals (16 homes vivint sols i 24 dones vivint soles), 48 parelles sense fills, 36 parelles amb fills i 8 famílies monoparentals amb fills.
La població ha evolucionat segons el següent gràfic:
Habitants censats

### Habitatges
El 2007 hi havia 229 habitatges, 138 eren l'habitatge principal de la família, 68 eren segones residències i 24 estaven desocupats. 221 eren cases i 8 eren apartaments. Dels 138 habitatges principals, 114 estaven ocupats pels seus propietaris, 18 estaven llogats i ocupats pels llogaters i 6 estaven cedits a títol gratuït; 3 tenien una cambra, 10 en tenien dues, 36 en tenien tres, 43 en tenien quatre i 46 en tenien cinc o més. 92 habitatges disposaven pel capbaix d'una plaça de pàrquing. A 61 habitatges hi havia un automòbil i a 56 n'hi havia dos o més.

### Piràmide de població
La piràmide de població per edats i sexe el 2009 era:
| Homes | Edats   | Dones |
| ----- | ------- | ----- |
| 0     | 95 o +  | 0     |
| 0     | 90 a 94 | 0     |
| 4     | 85 a 89 | 0     |
| 8     | 80 a 84 | 4     |
| 0     | 75 a 79 | 12    |
| 8     | 70 a 74 | 8     |
| 8     | 65 a 69 | 12    |
| 16    | 60 a 64 | 16    |
| 4     | 55 a 59 | 4     |
| 12    | 50 a 54 | 12    |
| 4     | 45 a 49 | 8     |
| 4     | 40 a 44 | 4     |
| 16    | 35 a 39 | 8     |
| 8     | 30 a 34 | 4     |
| 16    | 25 a 29 | 16    |
| 4     | 20 a 24 | 8     |
| 8     | 15 a 19 | 4     |
| 12    | 10 a 14 | 12    |
| 12    | 5 a 9   | 0     |
| 4     | 0 a 4   | 8     |

## Economia
El 2007 la població en edat de treballar era de 164 persones, 107 eren actives i 57 eren inactives. De les 107 persones actives 101 estaven ocupades (54 homes i 47 dones) i 6 estaven aturades (3 homes i 3 dones). De les 57 persones inactives 26 estaven jubilades, 12 estaven estudiant i 19 estaven classificades com a «altres inactius».

### Ingressos
El 2009 a Chambon hi havia 146 unitats fiscals que integraven 324 persones, la mediana anual d'ingressos fiscals per persona era de 16.242 €.

### Activitats econòmiques
Dels 8 establiments que hi havia el 2007, 1 era d'una empresa extractiva, 1 d'una empresa de construcció, 2 d'empreses d'hostatgeria i restauració, 1 d'una empresa financera, 1 d'una empresa immobiliària i 2 d'empreses de serveis.
Dels 2 establiments de servei als particulars que hi havia el 2009, 1 era una fusteria i 1 restaurant.
L'any 2000 a Chambon hi havia 19 explotacions agrícoles que ocupaven un total de 1.030 hectàrees.

## Poblacions més properes
El següent diagrama mostra les poblacions més properes.